# 3413 Andriana
3413 Andriana è un asteroide della fascia principale. Scoperto nel 1983, presenta un'orbita caratterizzata da un semiasse maggiore pari a 2,2518940 UA e da un'eccentricità di 0,1280466, inclinata di 5,79502° rispetto all'eclittica.